# Mesochorus maurus
Mesochorus maurus là một loài tò vò trong họ Ichneumonidae.